# Stigmella oxyacanthella
Stigmella oxyacanthella là một loài bướm đêm thuộc họ Nepticulidae. Nó được tìm thấy ở Fennoscandia to Pyrenees, Ý và Bulgaria, và from Ireland to central Nga.

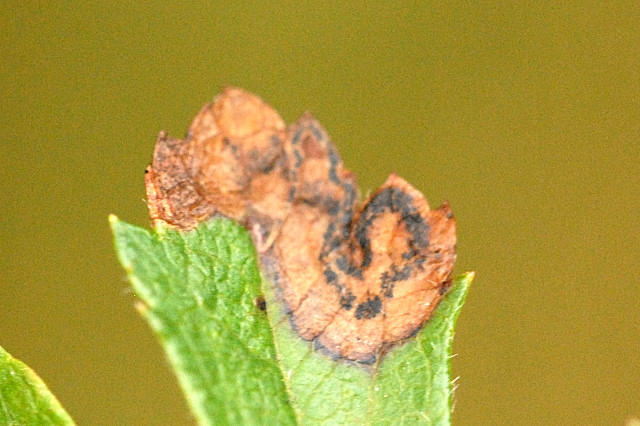
Stigmella oxyacanthella mine

Sải cánh dài 5–6 mm. Con trưởng thành bay vào tháng 6 làm một đợt.
Ấu trùng ăn Amelanchier ovalis, Cotoneaster integerrimus, Cotoneaster multiflorus, Crataegus azarolus, Crataegus chrysocarpa, Crataegus coccinea, Crataegus crus-galli, Crataegus douglasii, Crataegus laciniata, Crataegus laevigata, Crataegus x lavalleei, Crataegus monogyna, Crataegus pentagyna, Crataegus punctata, Crataegus rivularis, Crataegus spathulata, Crataemespilus arnieresi, Crataemespilus grandiflora, Cydonia oblonga, Malus angustifolia, Malus x astracanica, Malus baccata, Malus coronaria, Malus domestica, Malus floribunda, Malus fusca, Malus parviflora, Malus ringo, Malus sylvestris, Mespilus germanica, Prunus armeniaca, Prunus avium, Prunus spinosa, Pyrus amygdaliformis, Pyrus betulaefolia, Pyrus communis, Pyrus elaeagrifolia, Sorbus aucuparia. Chúng ăn lá nơi chúng làm tổ. 